# Кохинор и Рейсшинка
Кохино́р и Рейсши́нка (от Koh-i-Noor и рейсшина) — самодеятельный сатирический музыкальный ансамбль, созданный в 1953 году в институте «Моспроект» группой выпускников Московского архитектурного института. Ансамбль состоял из двух небольших хоров — мужского «Кохинор» и женского «Рейсшинка» — и вскоре после создания перешёл под патронаж Центрального дома архитектора. Ансамбль просуществовал практически 50 лет без платных руководителей, режиссёров и дирижёров, завоевав признание и любовь публики высоким уровнем музыкального мастерства и непривычной остротой песенных текстов.

## Музыкальные руководители

Барельефные портреты руководителей ансамблей «Кохинор» и «Рейсшинка» И. Покровского и А. Хейфеца в фойе Центрального дома архитектора

Музыкальными руководителями ансамбля были архитектор Игорь Александрович Покровский — дирижёр и постановщик всех «Тараторий» и песен «Кохинора», и инженер Александр Хейфец — концертмейстер обоих коллективов и постановщик, вместе с архитектором Риммой Алдониной, всех номеров «Рейсшинки». Им ансамбль обязан высоким, практически профессиональным мастерством исполнения песен на музыку самых разных жанров, от романсов Рахманинова до «Цыплёнка жареного».

## Тематика, география и форма концертов
За 50 лет ансамбль дал более 1500 концертов. Сначала темы касались внутренних вопросов проектного института, потом всё глубже стали затрагивать актуальные проблемы архитектуры, строительства и повседневной жизни. С 1956 г. артисты ансамбля уже стали выступать в Колонном зале, зале Чайковского и затем завоевали любовь зрителей во всех творческих домах Москвы, включая ЦДРИ, Центральный Дом Актёра и Дом Учёных, где выступали почти с каждой своей новой концертной программой.
Артисты ездили в многочисленные поездки по приглашению Секций Союза архитекторов России и дали концерты в 33-х городах. Организовывал выступления архитектор Воля Косаржевский. Авторами текстов в разные годы были тоже архитекторы: Юлий Ранинский, Валентин Уткин, Римма Алдонина, Феликс Новиков, Анатолий Шайхет, Михаил Бартенев, Екатерина Куфтырева, Юрий Соколов, Юрий Мурзин и инженеры Михаил Кочин и Александр Пригожий.
Постепенно выработалась стойкая форма концертов: открывала концерты «Таратория» — музыкально-текстовое попурри, пародия на ораторию в исполнении участников обоих коллективов. Затем шли малые формы: романсы, басни, пародийные «акробаты», в ранние годы ещё «Хор жильцов», затем «Рейсшинка» и, наконец, «Кохинор» (уже само появление «Кохинора» под музыку бодрого марша, строем, с «Кохинорами» на плече, вызывало бурю восторга). Внутри сложившейся формы постоянно менялись образы, костюмы, и сценарные приемы подачи материала.
В 1992 году солисты ансамбля Юрий Соколов и Михаил Кочин снялись в художественном фильме Давайте без фокусов!. В фильме прозвучали пародийные песни из репертуара ансамбля. Михаил Кочин снимался и в других фильмах (Однажды двадцать лет спустя, Падение и др.) в эпизодических ролях.

## Цензура
В застойные годы существование острой сатиры «Кохинора и Рейсшинки» было особенно ценным. То, что могли себе позволить авторы и исполнители «Кохинора и Рейсшинки», было абсолютно недопустимо на профессиональной эстраде. Разумеется, и здесь не обходилось без вмешательства цензуры, но участники «Кохинора и Рейсшинки» в силу своей относительной независимости — их трудовые книжки находились отнюдь не в Доме архитектора — имели возможность не слишком прислушиваться к придиркам, исходившим, главным образом, от тех, против кого были направлены их сатирические стрелы.
Тем не менее, на телевизионном экране «Кохинор и Рейсшинка» появились только два раза в конце хрущёвской оттепели, после чего, несмотря на высокое артистическое мастерство, путь на TВ им был закрыт из-за острой сатирической направленности их текстов. По этой же причине в последнюю минуту цензурой были запрещены их выступления на юбилеях А. Райкина, Э. Рязанова, С. Образцова, Кинопанорамы и т. д., куда они были приглашены юбилярами.

## Популярность
Хотя многие участники «Кохинора и Рейсшинки» со временем стали известными архитекторами, отмеченными почётными званиями и премиями, они продолжали участвовать в сатирическом ансамбле, который долгие годы оставался вольной трибуной московской художественной интеллигенции.
Юмор и ирония «Кохинора и Рейсшинки» были понятны практически любой аудитории. Безукоризненное многоголосие ансамбля отмечалось видными музыкальными деятелями. Уровень музыкального исполнения и текстов ансамбля высоко ценили Ирина Архипова (архитектор по первому высшему образованию, выпускница МАрхИ) и Зиновий Гердт, Марк Захаров и Михаил Ульянов, Виталий Соломин и Василий Лановой. Леонид Утёсов, восхищенный их пением, сказал: «Чтоб вы так строили, как вы поете!», а известный архитектор Андрей Буров высказался так: «Кохинор — это единственный ансамбль, созданный в советской архитектуре».

## Награды
Многие участники ансамбля проявили себя как выдающиеся зодчие, став со временем Народными архитекторами СССР, Заслуженными архитекторами России, Лауреатами Государственных премий СССР и России, профессорами и докторами архитектуры, членами Российских и Международных Академий. Большинство из них были членами Союза Архитекторов СССР, кого-то избирали членами Союзного и Московского Правлений и их секретарями. И по полному праву шестеро ведущих участников ансамбля были отмечены званием «Заслуженный работник культуры» за участие в «Кохиноре и Рейсшинке».
«За создание во второй половине XX века уникального музыкально-сатирического ансамбля „Кохинор и Рейсшинка“, явившегося результатом неординарной любви служителей Архитектуры к Музыке», И. Покровский, А. Хейфец, Р. Алдонина, О. Лебедева, Ю. Соколов, В. Кувырдин стали в 2001 году первыми лауреатами премии фонда Ирины Архиповой.
К сожалению, ушли из жизни многие талантливые авторы, музыканты и исполнители, другие, естественно, постарели. Поэтому сегодня о «Кохиноре и Рейсшинке» мы говорим в прошедшем времени. Но это никак не умаляет вклада московских архитекторов в сатирическое искусство второй половины XX века, когда вопреки всему они продолжали высмеивать то, что казалось им уродливым и в архитектуре, и в жизни.

## Фильмография
- «Вот песня пролетела и… ага!» (фильм-концерт, 1987)[1]